# Pomník Emila Kolbena
Pomník Emila Kolbena je netradiční plastika a pomník z oceli, skla a kamene u stanice metra Vysočanská v městské čtvrti Vysočany v Praze v Pražské plošině. Je věnována památce inženýra a podnikatele Emila Kolbena (1862–1943) a dalších obětí německé okupace v období druhé světové války. Dílo společně vytvořili Martin Suchánek a Lukáš Velíšek v roce 2014.

## Další informace
Na skleněné tabuli je znázorněn Emil Kolben a další muži. Dílo je doplněno pamětní deskou. Navíc jsou zde umístěny také 3 pamětní desky přenesené ze zaniklých budov ČKD.

## Galerie

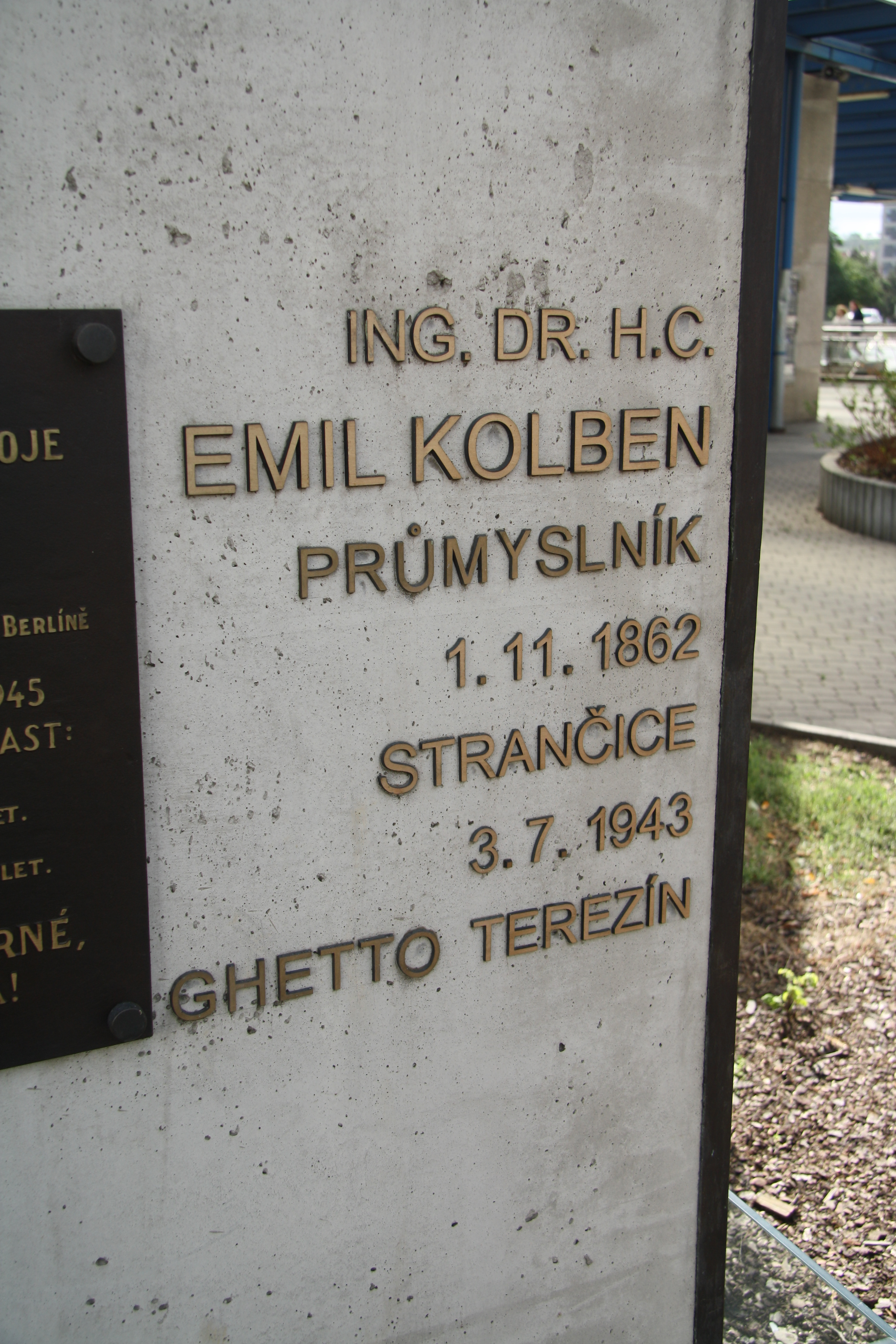
Nápis na památníku
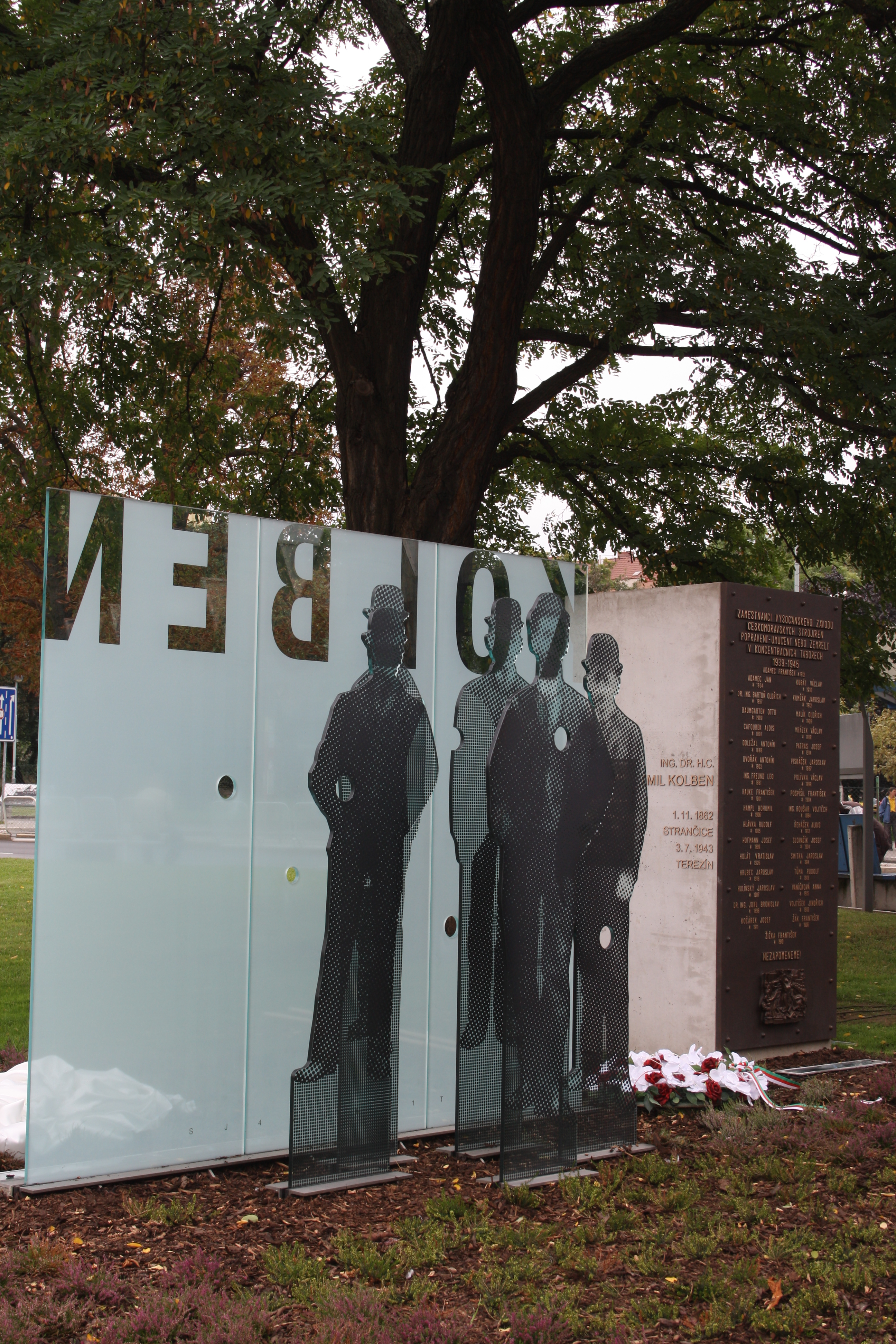
Zadní pohled na dílo